# Je suis pour
Pistes de La Vieille
La Vieille Le France
Je suis pour est une chanson de Michel Sardou parue sur l'album La Vieille en 1976.

## Paroles
La chanson prend le point de vue d'un père dont l'enfant a été assassiné. Réclamant justice et vengeance, ce dernier déclare : « Tu as tué l'enfant d'un amour / Je veux ta mort, je suis pour ».
Écrit par Michel Sardou, le texte emploie des mots belliqueux et définitifs : « Tu as volé mon enfant / Versé le sang de mon sang / Aucun Dieu ne m'apaisera / J'aurai ta peau, tu périras / Tu m'as retiré du cœur / Et la pitié et la peur / Tu n'as plus besoin d'avocat / J'aurai ta peau, tu périras ».

## Réception
La chanson suscite une importante polémique, Michel Sardou se voyant accusé de faire l'apologie de la peine de mort dans un contexte fortement marqué par l'affaire Patrick Henry. Le chanteur s'en défend — sans véritablement parvenir à convaincre sur ce qu'était alors le sens de son propos —, affirmant qu'elle ne fait que soutenir la loi du talion.
Je suis pour ne sort pas en 45 tours, une autre chanson à caractère polémique extraite de l'album La Vieille, Le Temps des colonies lui étant préférée par la maison de disques pour sortir dans ce format début 1977. Sardou lui-même ne l'a plus jamais reprise sur scène après son passage à l'Olympia en 1976 et la tournée qui suivit. Ultérieurement, Sardou regrette la chanson, « mal écrite », qu'il aurait dû « laisser de côté »,.